# ファンタジー (マライア・キャリーの曲)
「ファンタジー」 (Fantasy)は、マライア・キャリーの楽曲。5枚目のスタジオ・アルバム『デイドリーム』から最初のシングルとして発売された。

## 概要
トム・トム・クラブの「悪魔のラヴ・ソング」をサンプリングしている。2022年には同じく「悪魔のラヴ・ソング」をサンプリングしたラトーの「ビッグ・エナジー」のリミックスに参加し、この曲の印象的なオープニング・ヴァースを再現した。
Billboard Hot 100ではマイケル・ジャクソンに次いで2人目となる初登場1位を記録、女性アーティストでは史上初となったほか、8週連続1位を記録した。
ミュージック・ビデオはマライア自身が初めて監督を務めた。
リミックスも数種類制作され、「バッド・ボーイ・ファンタジー」ではオール・ダーティー・バスタードが参加している。
日本では日本盤シングルCDが1枚490円で販売された（当時日本において一般的なシングルCDの価格は1枚1000円程度であった）。これは円高の影響で値下げ傾向にあった輸入盤CDなどへの対抗策である。

## 収録曲
3"シングル
1. ファンタジー - 4:04
2. ファンタジー (バッド・ボーイ・フィーチャリング・O.D.B.) - 4:53

デジタルEP
1. Fantasy (feat. O.D.B.) -  4:53
2. Fantasy (feat. O.D.B. - Bad Boy Fantasy) – 4:51
3. Fantasy (Bad Boy Mix) - 4:14
4. Fantasy (Puffy's Club Mix) - 4:50
5. Fantasy (Def Radio Mix) - 3:46
6. Fantasy (Def Club Mix) - 11:15
7. Fantasy (MC Mix) - 6:28
8. Fantasy (The Boss Mix) - 8:52
9. Fantasy (Def Drums Mix) - 4:00
10. Fantasy (Sweet Dub Mix) - 8:13
11. Fantasy (Live at Madison Square Garden) - 4:31